# Branislava Sušnik
Branislava Sušnik (Medvode, 28 de março de 1920 – Assunção, 28 de abril de 1996) foi uma antropóloga eslovena-paraguaia.

## Biografia
Filha do advogado Jože Sušnik e Karolina née Prijatelj, Branislava Sušnik nasceu em 28 de março de 1920 em Medvode, Reino da Iugoslávia, atualmente na Eslovênia. Ela frequentou a escola primária e a escola de gramática clássica em Ljubljana, e em 1937 entrou na Universidade de Ljubljana, onde estudou pré-história e história na Faculdade de Letras. Em 1942, Sušnik completou seus estudos de doutorado em etno-história e linguística Ural-Altaica com o antropólogo alemão prof. Wilhelm Schmidt em Viena (que era então parte da Alemanha) e começou a estudar as culturas e línguas da Ásia Menor no Pontifício Instituto Bíblico de Roma. Além de história e antropologia, estudou etnologia, pré-história, línguas antigas e escritas.
Depois de completar seus estudos em Roma, Sušnik retornou a Ljubljana. Seu pai Jože Sušnik foi assassinado no início da Segunda Guerra Mundial e quando ela tentou fugir para a Itália, ela foi pega e presa na prisão de Ajdovščina. No final de 1945, Sušnik deixou o país e passou algum tempo em um campo de refugiados em Lienz, na Caríntia austríaca, do qual conseguiu deixar após a intervenção dos jesuítas e ir para Roma.

## Carreira

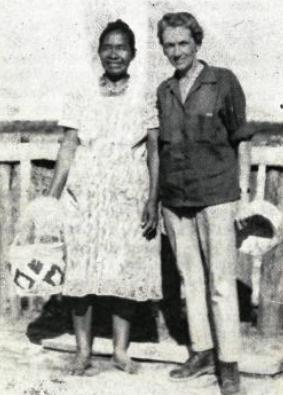
Branislava no Paraguai

Em 1947, Sušnik emigrou para a Argentina, tendo aprendido espanhol durante uma viagem de barco de um mês. Na Argentina, iniciou o trabalho de pesquisa de campo na Missão Laishi em Los Tobas de Formosa, escrevendo seu primeiro trabalho linguístico na América.
Em 1 de março de 1951, Sušnik, a convite do fundador do Museu Etnográfico, Andrés Barbero, foi para Assunção, capital do Paraguai. Após sua morte em 1952, ela assumiu a gestão do museu e o administrou até sua morte em 1996. Sušnik reorganizou o museu e ampliou seu acervo, além de administrar a mais rica biblioteca sobre povos indígenas da América Latina.
Por vinte anos, Sušnik chefiou o Departamento de Arqueologia e Etnologia Americana na Faculdade de Letras da Universidade de Assunção. Durante sua carreira científica, Sušnik escreveu 77 trabalhos, incluindo artigos, ensaios e livros. Seus textos mais conhecidos são "Os aborígenes no Paraguai", "O papel dos indígenas na formação e experiência do Paraguai", "O índio colonial do Paraguai", "Notas sobre a etnografia paraguaia", etc.
Em 1992, Sušnik recebeu os mais altos prêmios paraguaios por realizações científicas. Também recebeu postumamente o título de Grande Oficial do Paraguai por suas contribuições criativas para a formação da identidade paraguaia.
Branislava Sušnik morreu em 28 de abril de 1996 em Assunção, Paraguai.
Em 2005, o Correio Paraguaio emitiu um selo com o retrato de Sušnik. Em 2009, uma rua em Assunção recebeu seu nome. Em 2020, o Ministério dos Negócios Estrangeiros da Eslovénia homenageou Sušnik organizando eventos especiais em certas missões diplomáticas e postos consulares por ocasião do seu centenário de nascimento.

## Obras publicadas
- 1965 - El índio colonial del Paraguay[9]
- 1968 – Chiriguanos[10]
- 1969 - Chamacocos[11]
- 1975 - Dispersión Tupí-Guarani prehistórica: ensayo analitico
- 1977 - Lengua-maskoy, su hablar, su pensar, su vivencia[12]
- 1978 - Los aborígenes del Paraguay[13]
- 1986 - Artesanía indigena: ensayo analítico[14]
- 1990 - Uma visão socioantropológica do Paraguai do século XVIII[15]
- 1990 - Guerra, transito, subsistência: ámbito americano[16]
- 1995 - Los indios del Paraguay[17]